# NGC 6164
NGC 6164 је емисиона маглина у сазвежђу Угломер која се налази на NGC листи објеката дубоког неба.
Деклинација објекта је - 48° 4' 46" а ректасцензија 16h 33m 41,0s. Привидна величина (магнитуда) објекта NGC 6164 износи 14,4. NGC 6164 је још познат и под ознакама ESO 226-PN13, PK 336-0.1, ESO 226-EN12, AM 1630-475, np cond of WR neb.